# Enceinte de Marsal
L'enceinte de Marsal est un ancien ensemble de fortifications qui protégeait la ville du Marsal, dans le département de la Moselle.

## Histoire
La Porte de France est classée au titre des monuments historiques par arrêté du 6 mars 1928.
Les années des campagnes de construction sont 1662 et 1670.

## Description
La porte située section 1, no 3, qui appartenait à l'Etat (ministère de la culture) est devenue propriété du département de la Moselle par acte d'échange transmis aux services fiscaux de la Moselle le 5 janvier 2006.

## Vestiges

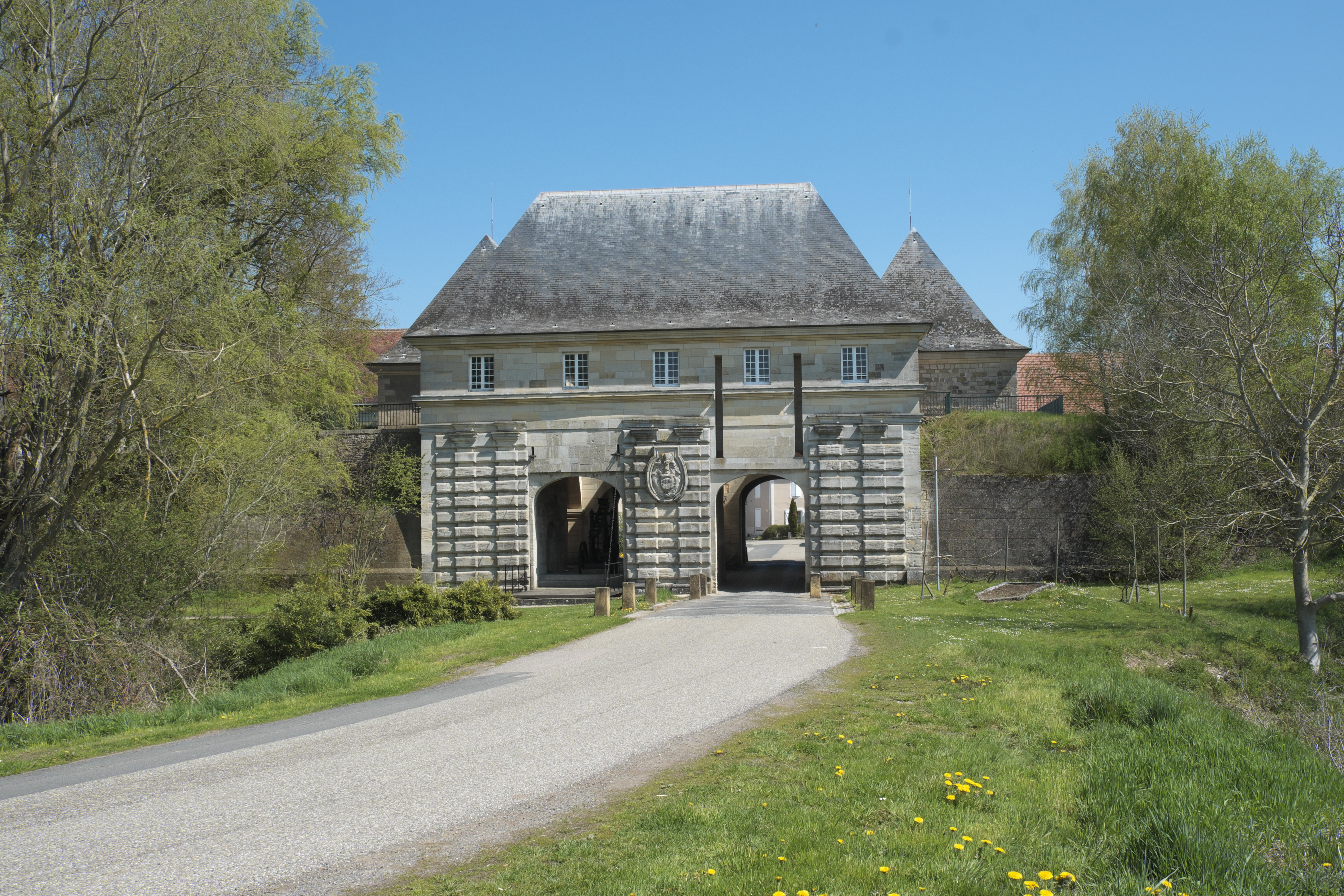
La porte de France et une partie de la courtine adjacente 1-2.
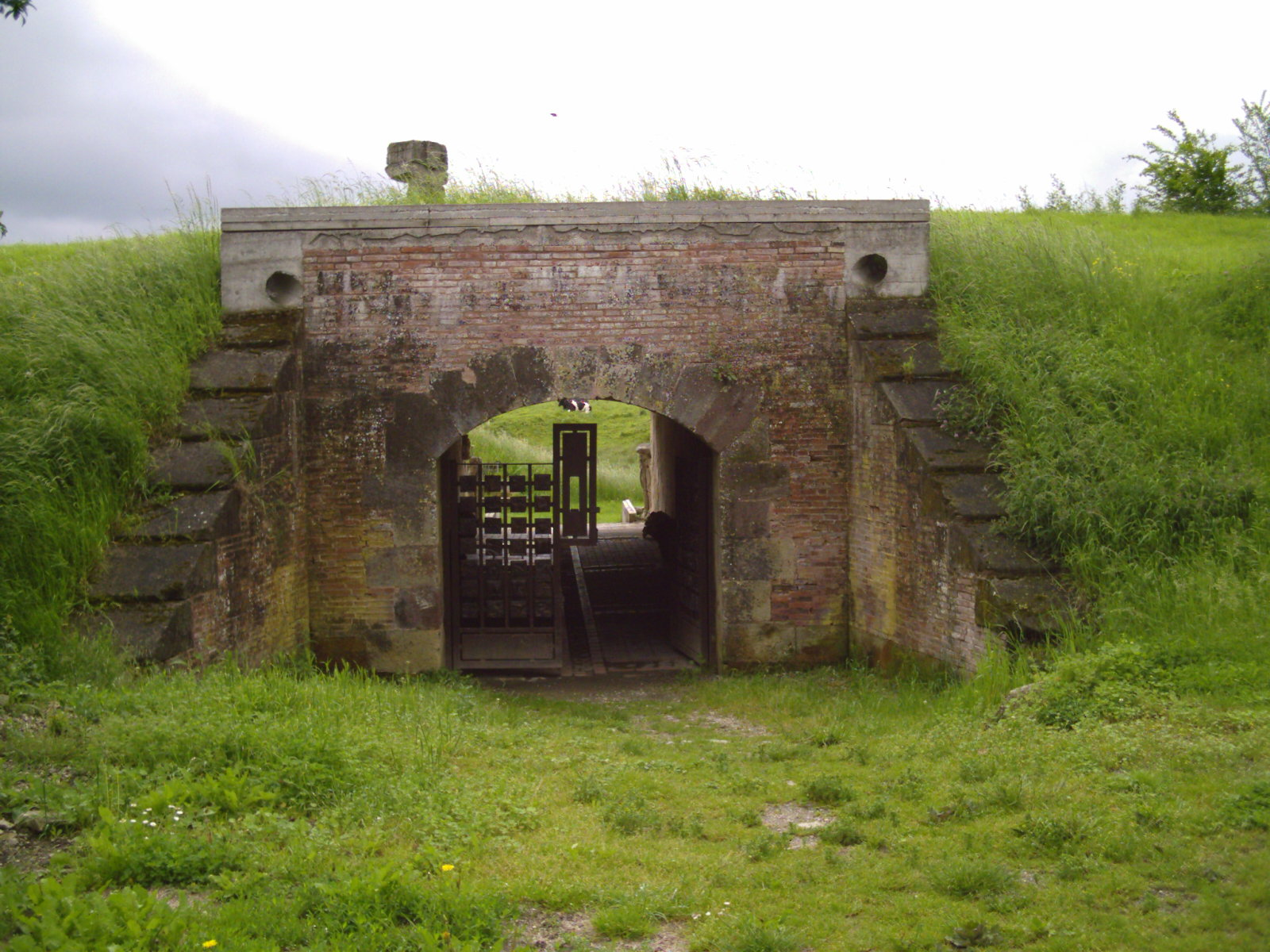
Une partie de la courtine 3-4 et la poterne dite « poterne sud ».